# Teófilo Duarte
 Teófilo Duarte GCC (Idanha-a-Nova, Oledo, 6 de outubro de 1898 - Lisboa, 16 de maio de 1958) foi um político e militar português da Primeira República, que aderiu ao sidonismo e ao Estado Novo. Foi dirigente da Legião Portuguesa, Ministro das Colónias e ocupou cargos de administração em diversas empresas ligadas ao ultramar português.

## Biografia
Estudou no Colégio de São Fiel, Castelo Branco um colégio dos jesuítas, na Covilhã tendo feito os preparatórios, na Universidade de Coimbra, para a admissão da Escola do Exército, na arma de cavalaria. Em 1914 foi promovido a oficial, tendo sido preso, em 1916, por ter colaborado numa revolta comandada por Machado Santos, em 13 de dezembro. No ano seguinte apoiou a revolta de Sidónio Pais, tendo comandado o Regimento de Cavalaria n.º 7. Atingiu o posto de Capitão.
Foi Governador de Cabo Verde em 1918-1919, ano em que dominou a revolta dos democráticos, na Covilhã e a de Álvaro de Castro em Santarém.
Após a morte de Sidónio Pais, foi alto-comissário no distrito de Castelo Branco, tendo-se revoltado contra o governo de José Relvas, facto que o levou à prisão por seis meses. Em 1920, foi demitido do Exército Português, sendo reintegrado após o Golpe de 28 de maio de 1926.
Foi Governador de Timor, entre 30 de setembro de 1926 e 22 de dezembro de 1928.
Em 1936 e 1937, foi membro da Junta Central da Legião Portuguesa, então constituída por João Pinto da Costa Leite (Lumbrales) que presidia, João Nepomuceno Namorado de Aguiar, na qualidade de Comandante-Geral, Armando Álvaro Gil Fortée Rebelo e Artur Águedo de Oliveira. Pediu a demissão em 1937, em resultado de uma grave crise interna que eclodiu em junho desse ano.
Foi Ministro das Colónias, no governo de António de Oliveira Salazar, de 2 de fevereiro de 1947 a 2 de agosto de 1950, diretor da Companhia de Moçambique e Companhia do Caminho de Ferro de Benguela.
A 1 de Setembro de 1950 foi agraciado com a grã-cruz da Ordem Militar de Cristo.
À data da sua morte, era vice-presidente do Conselho Ultramarino, deputado por Angola e administrador do Banco Nacional Ultramarino.

## Obras publicadas
Colaborou em alguns jornais, nomeadamente no Ditadura em que faz o elogio do fascismo e escreve várias obras, referentes à administração colonial e ao colonialismo português, entre outros:
- Colónia portuguesa de Timor, Díli, s.n., 1928.
- Timor, Famalicão, Tipografia Minerva, 1930.
- Timor: ante-câmara do inferno, Famalicão, Tipografia Minerva de Gaspar Pinto de Sousa e Irmãos, 1930.
- Timor: aspectos de administração colonial, Lisboa, Tipografia Carmona, 1930.
- O Rei de Timor, Lisboa, Parceria António Maria Pereira, 1931.
- Sidónio Pais e o seu consulado, Lisboa, Portugália, 1941.
- Estudos coloniais, Lisboa, Agência Geral das Colónias, 1942.
- Timor, Lisboa, Agência Geral das Colónias, 1943.
- Ocupação e colonização branca de Timor, Porto, Educação Nacional, 1944.

Também se encontra colaboração da sua autoria na revista Portugal Colonial  (1931-1937).